# Carmelo (Uruguai)

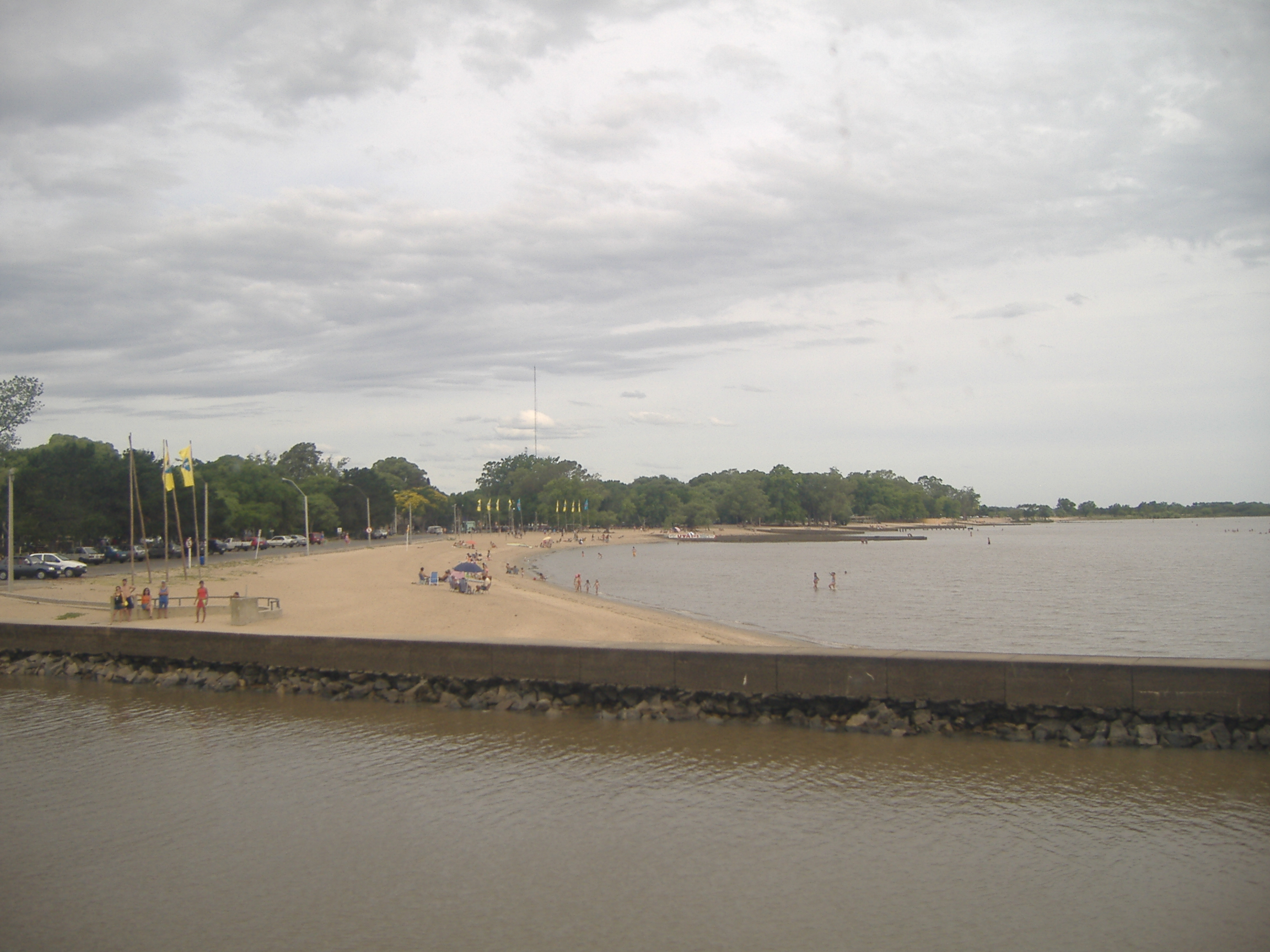
Vista da praia de Carmelo

Carmelo é uma cidade do Uruguai localizada no Departamento de Colônia.
Foi fundada em 1816, por José Artigas. Possui 16 mil habitantes.